# Клепачов Іван Олексійович
Іван Олексійович Клепачов (нар. 11 жовтня 1938) — радянський діяч, секретар Одеського обласного комітету КПУ, 1-й секретар Жовтневого районного комітету КПУ міста Одеси.

## Життєпис
Трудову діяльність розпочав у 1956 році токарем Первомайської машинно-тракторної станції (МТС) Саратського району Одеської області. Потім працював токарем Одеського заводу імені Січневого повстання, був виконробом і старшим виконробом підрозділів тресту «Чорноморпромсантехмонтаж».
Закінчив Одеський інженерно-будівельний інститут. Член КПРС з 1962 року.
У 1968—1973 роках — інструктор, завідувач відділу Іллічівського районного комітету КПУ міста Одеси; завідувач відділу будівництва Одеського міського комітету КПУ.
У 1973—1974 роках — заступник голови виконавчого комітету Одеської міської ради депутатів трудящих.
У 1974—1982 роках — 1-й секретар Жовтневого районного комітету КПУ міста Одеси.
У 1982—1984 роках — слухач Академії суспільних наук при ЦК КПРС у Москві.
3 січня 1984 — 1991 року — секретар Одеського обласного комітету КПУ з питань промисловості.
Потім — на пенсії в місті Одесі.